# Rue Dérodé
La  rue Dérodé  est une voie de la commune de Reims, située au sein du département de la Marne, en région Grand Est.

## Origine du nom
Elle rend hommage à Louis Émile Dérodé, député de la Marne.

## Historique
Initialement dénommée « rue Eglem », elle prend sa dénomination actuelle en 1873.